# Hospital de São José
O Hospital de São José MHL (HSJ) é um hospital central, universitário e polivalente que integra desde 2024 a Unidade Local de Saúde de São José (ULS São José), anteriormente designada por Centro Hospitalar Lisboa Central (CHLC), e Hospitais Civis de Lisboa (HCL), que por sua vez pertence ao Serviço Nacional de Saúde (SNS).
O HSJ fica localizado Colina de Santana, na antiga freguesia da Pena, atualmente na freguesia de Arroios, em Lisboa. Integra juntamente com a NOVA Medical School | Faculdade de Ciências Médicas da Universidade Nova de Lisboa (NMS|FCM) e a Escola Nacional de Saúde Pública o Centro Clínico Académico de Lisboa (CCAL) – um protocolo de ação e entendimento entre as instituições.
O edifício principal do Hospital de São José foi inicialmente o Colégio de Santo Antão-o-Novo de inspiração jesuita. O hospital passou a ocupar as instalações do Colégio após os jesuitas terem sido expropriados e expulsos de Portugal no tempo do Marquês de Pombal.
O edifício do Hospital de São José correspondente ao Colégio está classificado como Imóvel de Interesse Público desde 1983. A antiga sacristia e atual Capela do Hospital está classificada como Monumento Nacional desde 1933.
Em 2027, data prevista para a entrada em funcionamento do futuro Hospital Universitário de Lisboa Oriental, no Parque da Bela Vista, em Chelas, os seus serviços e funcionários serão transferidos para essa nova unidade. Manter-se-á em funcionamento como Hospital de Proximidade, sendo que apenas terá urgência básica, pequena cirurgia e, no máximo, 300 camas, servindo, em especial, a população das freguesias do centro histórico com patologias crónicas.

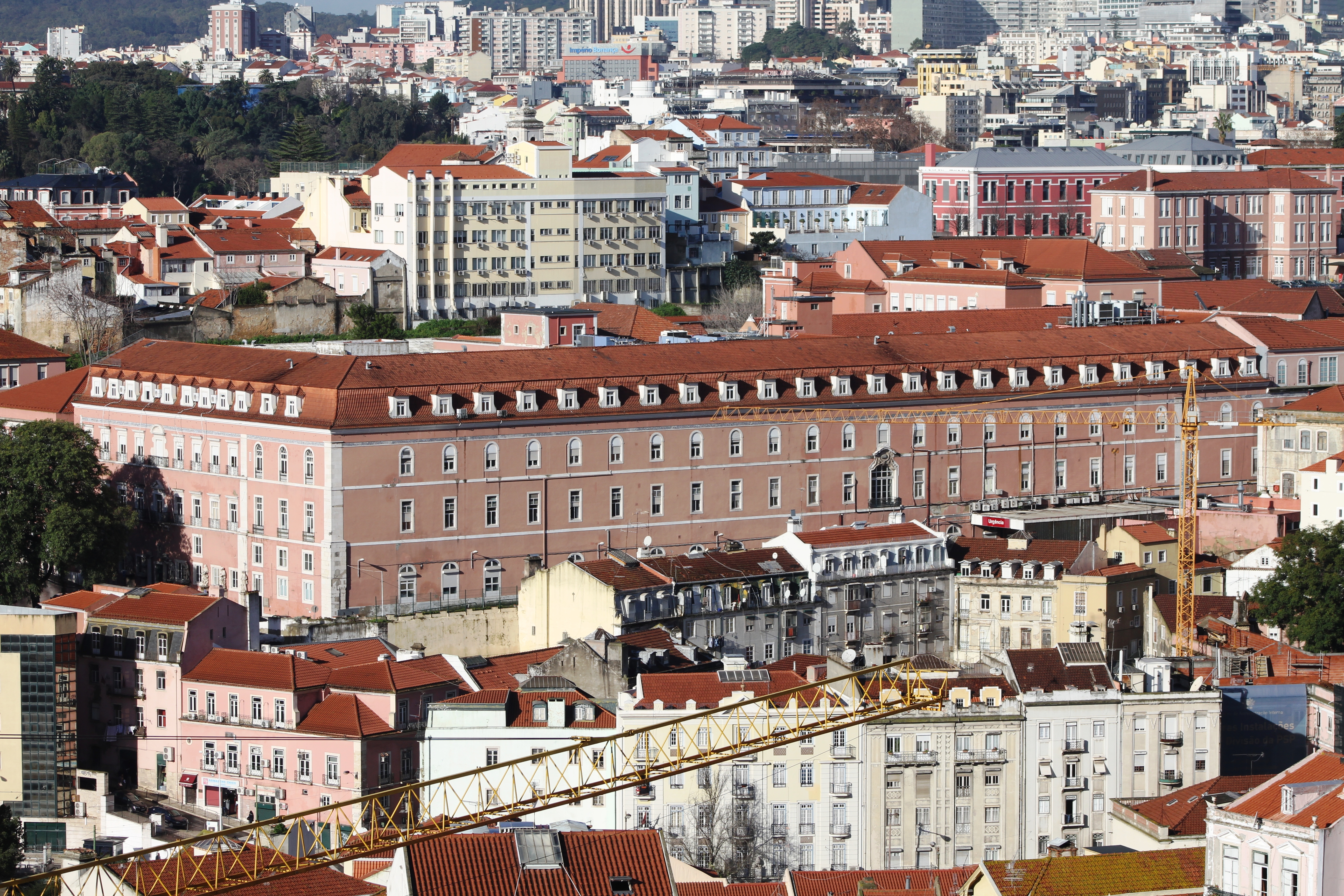
Vista do Hospital de São José, a partir do Miradouro Sophia de Mello Breyner Andresen.

## História

### Hospital Real de Todos os Santos
O antigo Hospital Real de São José e actual Hospital de São José sucedeu ao antigo Hospital Real de Todos os Santos, que teve o seu arranque a 15 de maio de 1492. Contou com a presença do Rei D. João II, na altura do seu quadragésimo aniversário, apenas três anos antes da sua morte em Alvor.
A sua inauguração ocorreu nove anos mais tarde, no reinado de D. Manuel I, em 1501. A obra esteve a cargo do Mestre das Obras do Reino, o arquitecto Diogo Boitaca. Situava-se no Rossio, ocupando a área da actual Praça da Figueira.
A 27 de outubro de 1601, deu-se um dos grandes incêndios que destruiram quadros dos Reis de Portugal e as pinturas afresco maneiristas. Outro incêndio deu-se a 10 de agosto de 1750 e um terceiro a 1 de novembro de 1755, resultando do Terramoto de Lisboa. A ironia foi a de que o Hospital Real de Todos os Santos foi destruído no seu próprio dia, o dia de Todos os Santos.

### Criação do Hospital de São José
Só mais tarde e fruto da destruição do anterior e resultado da fusão de pequenos unidades hospitalares o Hospital de São José fica instalado no espaço do Colégio de Santo Antão, dos jesuítas entretanto expulsos, e a sua nomenclatura ficou determinada pela denominação comum aos que se juntaram como - de Todos os Santos (Omnia Sanctorum). Foi também "Hospital Real" e, simultaneamente, Hospital dos Pobres. As letras O e S mantêm-se até hoje no símbolo que representa a instituição.
Conta na sua Igreja com pinturas de Fernão Gomes, em talha dourada.

### Incêndio de 2005
Em 2005, novo incêndio deflagrou numa das arrecadações. A sala e o equipamento médico ficaram completamente destruídos. Os "raio-x" ficaram irrecuperáveis. As salas de recepção e reanimação ficaram inutilizadas, pois a água utilizada no combate ao fogo fez o tecto ruir. O incêndio foi combatido pelos Bombeiros Sapadores de Lisboa e pelos Bombeiros Voluntários de Lisboa, totalizando 55 homens e 11 viaturas. As causas do incêndio, que se iniciou numa arrecadação do piso superior e que rapidamente se alastrou à sala de urgências para doentes poli-traumatizados, ainda são desconhecidas.

### História recente
A 8 de junho de 2016, a sua Unidade Cuidados Intensivos Polivalente Neurocríticos (UCIPNC) foi feita Membro-Honorário da Ordem do Infante D. Henrique, pelo sucesso no nascimento de um bebé do ventre de uma mãe em morte cerebral. As insígnias foram entregues à equipa da unidade em cerimónia realizada no dia 5 de setembro de 2017.